# Туманюк, Прасковья Архиповна
Прасковья Архиповна Туманюк (укр. Параско́вія Архи́півна Туманю́к; 1913 или 1914, Олишевка — 1988, Олишевка) — советская сельскохозяйственная деятельница, звеньевая колхоза. Герой Социалистического Труда (1952).

## Биография
Родилась в 1913 году (по другим сведениям в 1914 году) в Олишевке Олишевской волости Козелецкого уезда Черниговской губернии (ныне Черниговского района Черниговской области Украины). Украинка. 
После Великой Отечественной войны работала звеньевой колхоза имени Кирова Черниговского района Черниговской области.
В 1951 году звено, которым руководила Прасковья Туманюк, получило урожай корней кок-сагыза по 65,5 центнеров с гектара, при общей площади 2 гектара. 23 апреля 1952 года «за получение высоких урожаев корней и семян кок-сагыза в 1951 году» Прасковья Ивановна Туманюк была удостоена звания Героя Социалистического Труда.
Вплоть до выхода на пенсию продолжала трудиться в колхозе имени Кирова. Проживала в Олишевке. Скончалась в 1988 году.

## Награды
- Медаль «Серп и Молот» (23 апреля 1952 — № 7157);
- Орден Ленина (23 апреля 1952 — № 196793);
- Орден Трудового Красного Знамени (04.05.1951);
- медали.